# Wolff von Stutterheim
Pour les articles homonymes, voir Stutterheim (homonymie).
Wolff von Stutterheim, né le 17 février 1893 à Königsberg (Prusse orientale)et mort le 3 décembre 1940 à Berlin, est un Generalmajor et un pilote de chasse allemand qui a servi au sein de la Luftwaffe dans la Wehrmacht pendant la Seconde Guerre mondiale.
Il a été récipiendaire de Pour le Mérite qui est la plus haute distinction allemande pendant la Première Guerre mondiale. Il a été aussi récipiendaire de la Croix de chevalier de la Croix de fer qui est attribuée pour récompenser un acte d'une extrême bravoure sur le champ de bataille ou un commandement militaire avec succès.

## Biographie

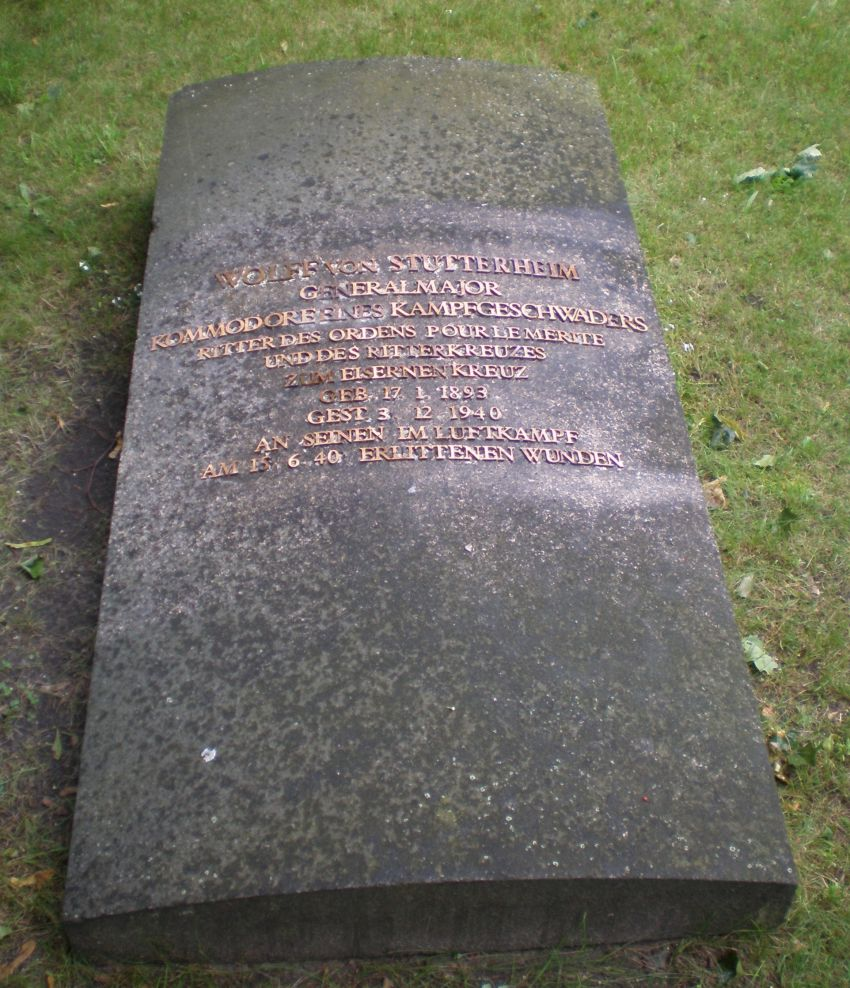
La tombe de Wolff von Stutterheim au cimetière des Invalides à Berlin.

Wolff von Stutterheim est issu d'une vieille famille de militaires qui a produit plusieurs généraux et 7 chevaliers de l'ordre Pour le Mérite. Onze membres de sa famille sont tombés sur le champ de bataille pendant la Première Guerre mondiale, incluant son père et deux de ses oncles. Stutterheim rejoint le 1er avril 1912 le 1er régiment de grenadiers de la Garde de l'armée prussienne à Berlin en tant que porte-drapeau. 
Wolff von Stutterheim est sérieusement blessé lors d'un accident aérien à bord d'un Dornier Do 17 au-dessus de la France alors qu'il commande la Kampfgeschwader 77 le 15 juin 1940. Il meurt de ses blessures dans un hôpital à Berlin le 3 décembre 1940.

## Décorations
- Croix de fer (1914)
  - 2e Classe
  - 1re Classe
- Croix de chevalier de l'Ordre royal de Hohenzollern avec glaives
- Pour le Mérite (27 août 1918)
- Insigne des blessés (1914)
  - en Or
- Croix d'honneur
- Médaille de service de la Wehrmacht 4e à 3e Classe
- Agrafe de la Croix de fer (1939)
  - 2e Classe
  - 1re Classe
- Croix de chevalier de la Croix de fer
  -     - Croix de chevalier le 4 juillet 1940